# Garcinia archboldiana
Garcinia archboldiana är en tvåhjärtbladig växtart som beskrevs av Albert Charles Smith. Garcinia archboldiana ingår i släktet Garcinia och familjen Clusiaceae. Inga underarter finns listade i Catalogue of Life.